# 1,3,5-triazină
1,3,5-triazina, denumită și s -triazină, este un compus chimic organic cu formula (HCN)3. Este un compus aromatic heterociclic cu șase atomi, fiind una dintre triazinele izomere. S -triazina - izomerul "simetric" - și derivații săi sunt utilizați în diverse domenii. Triazinele se regăsesc și în produsele farmaceutice. 

## Obținere
1,3,5-triazinele simetrice sunt preparate în urma reacției de trimerizare a anumitor nitrili, cum ar fi clorura de cianogen sau cianimida. Benzoguanamina (cu un substituent fenil și 2-amino) este sintetizată din benzonitril și dicianandiamidă. În sinteza Pinner a triazinei (denumită după Adolf Pinner), reactanții sunt o alchil- sau aril-amidină și fosgen.
Triazinele substituite cu grupe aminice denumite guanamine sunt obținute prin condensarea cianoguanidinei cu nitrilul corespunzător:
{\displaystyle {\ce {(H2N)2C=NCN + RCN -> (CNH2)2(CR)N3}}}